# Jiangxi Ganyue Expressway
Jiangxi Ganyue Expressway (chinois simplifié : 江西赣粤高速公路股份有限公司 ; chinois traditionnel : 江西贛粵高速公路股份有限公司 ; pinyin : Jiāngxī Gàn-Yuè gāosùgōnglù gǔfèn yǒuxiàngōngsī ; litt. « Société anonyme de l'autoroute de Guangdong-Jiangxi (de la province) du Jiangxi ») est une entreprise chinoise spécialisée dans la construction, l'exploitation et la maintenance des voies routières rapides.